# Hrouda

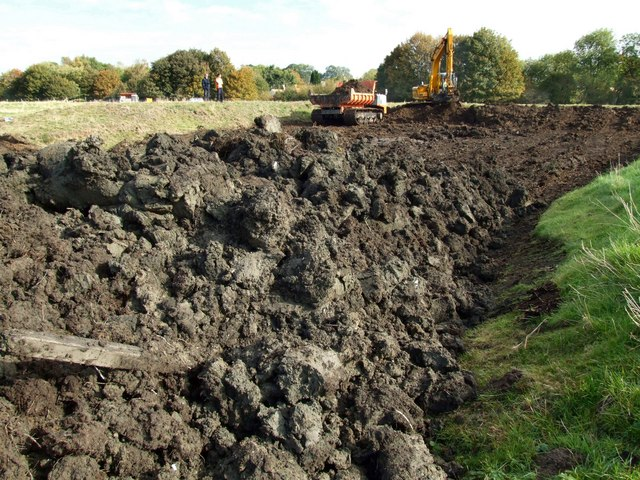
Hroudy

Hrouda je půdní agregát tvrdé konzistence. Hroudy vznikají na poli při orbě a jsou ničeny hlavně válením a vláčením. Se zvýšenou zrnitostí (písčité půdy), klesá pravděpodobnost vzniku hrud. Hroudy vznikají tak, že po orbě se některé bloky skývy zcela nerozpadnou. Jestliže se orba včas neupraví, zasychá a vznikají hroudy. Čím jsou hroudy suší, tím jsou tvrdší a hůře rozbitelné. Tvorba hrud závisí na fyzikálních vlastnostech půdy (těžká-jílovitá půda) a také nasycení půdního profilu vodou a dále na způsobu orání, hlavně nastavení pojezdové rychlosti a radličného orebního tělesa.